# Neplachov
Neplachov je obec ležící v okrese České Budějovice v Jihočeském kraji, necelých 10 km jihozápadně od Veselí nad Lužnicí a 20 km severovýchodně od Českých Budějovic. Na východním okraji vsi vedou silnice II/603, dálnice D3 a železniční trať 220, hlavní spojnice jižních Čech s Prahou. Žije zde 367 obyvatel.

## Historie
První písemná zmínka o vsi, tehdy ještě zvané Neplachovice (Neplachowicz), se vyskytuje v listině z 10. října 1323, jíž král Jan Lucemburský k zaokrouhlení svého bechyňského panství postoupil Petrovi z Rožmberka městys Bukovsko s vesnicemi Neplachovice a Drahotěšice výměnou za vsi Radětice, Hvožďany a Křídu. Název v nynější podobě (Neplachow) je doložen od roku 1379. V roce 1716 postihl ves požár, při němž lehlo popelem 13 usedlostí. Před zrušením poddanství náležel Neplachov ke třeboňskému panství; od roku 1850 byl samostatnou obcí v rámci soudního okresu Lomnice nad Lužnicí, okresní hejtmanství Třeboň. Po reorganizaci územního uspořádání v roce 1949 náležela obec Neplachov k okresu Soběslav, po jeho rozdělení patří od roku 1960 dodnes k okresu České Budějovice. V období od 1. dubna 1976 do 23. listopadu 1990 pozbyl Neplachov na čas samostatnost a tvořil součást obce Dynín.
Roku 2019 byla v blízkosti vesnice zprovozněna dálnice D3. Kvůli její výstavbě bylo zničeno místní fotbalové hřiště a jako jeho náhrada byl na opačné straně mezi poli vybudován nový sportovní areál, otevřený v červnu 2019.

## Pamětihodnosti
- Kaple svatého Václava
- Keramické plastiky Antonína Škody

## Galerie

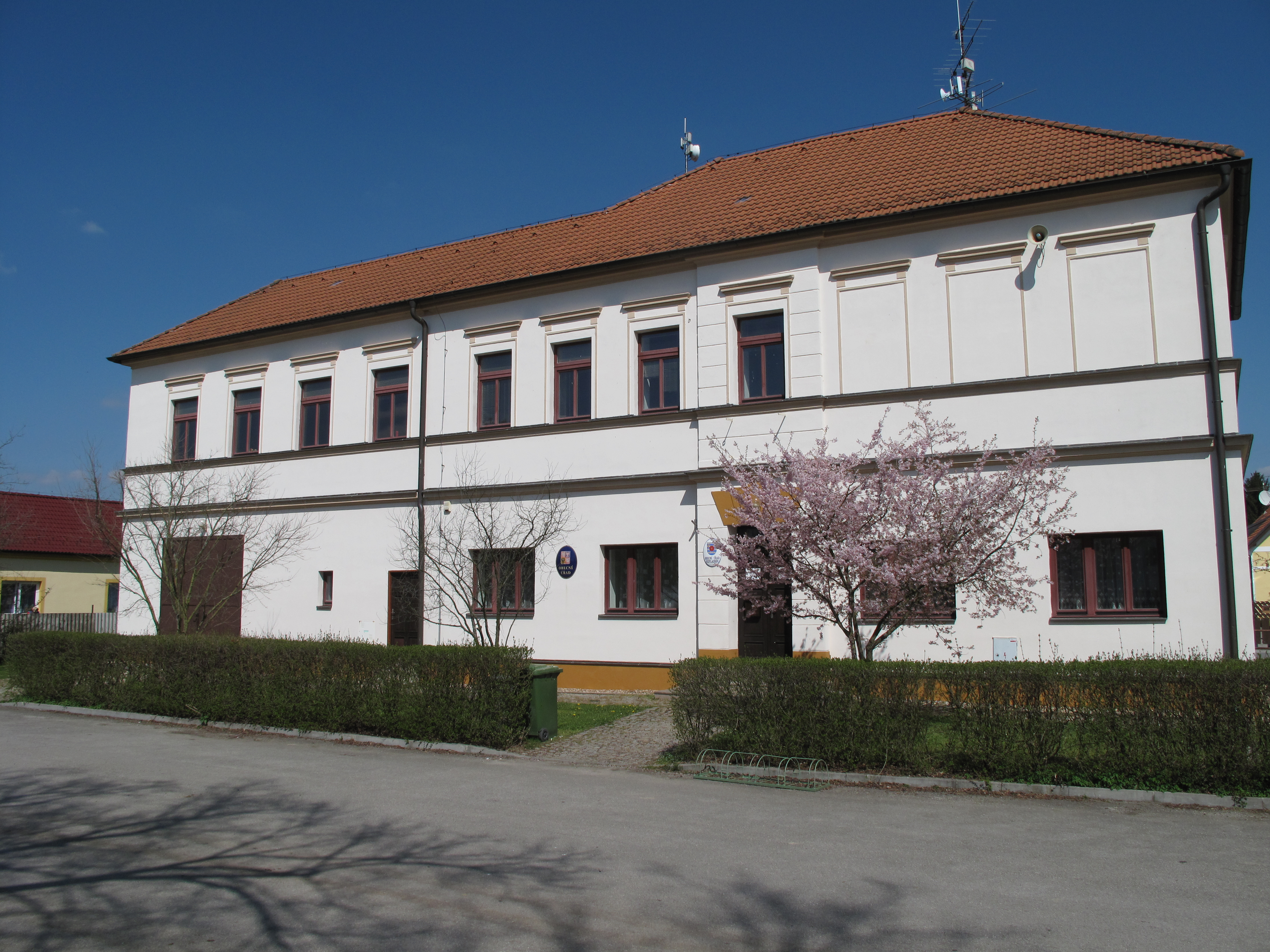
Obecní úřad
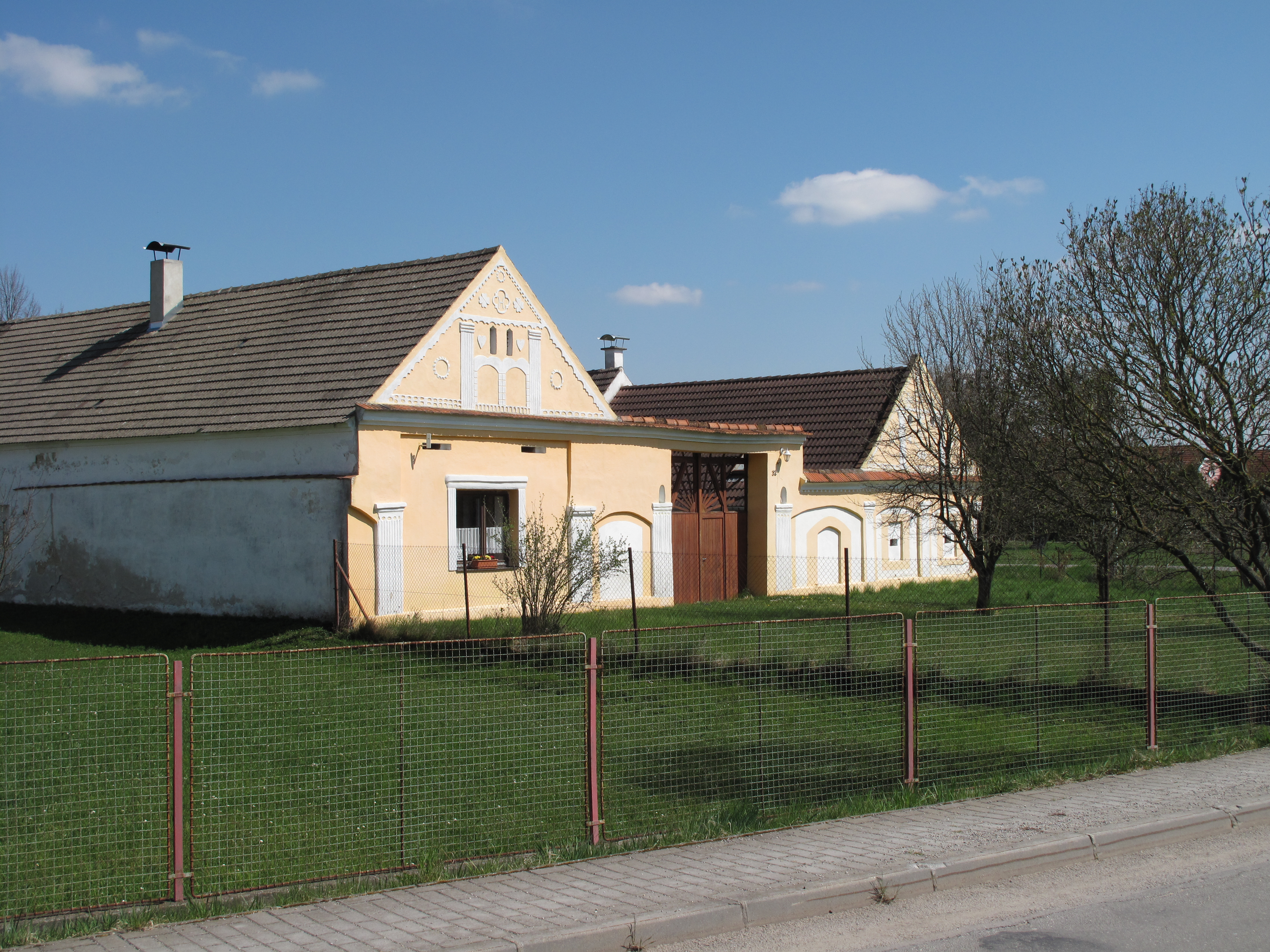
Statek
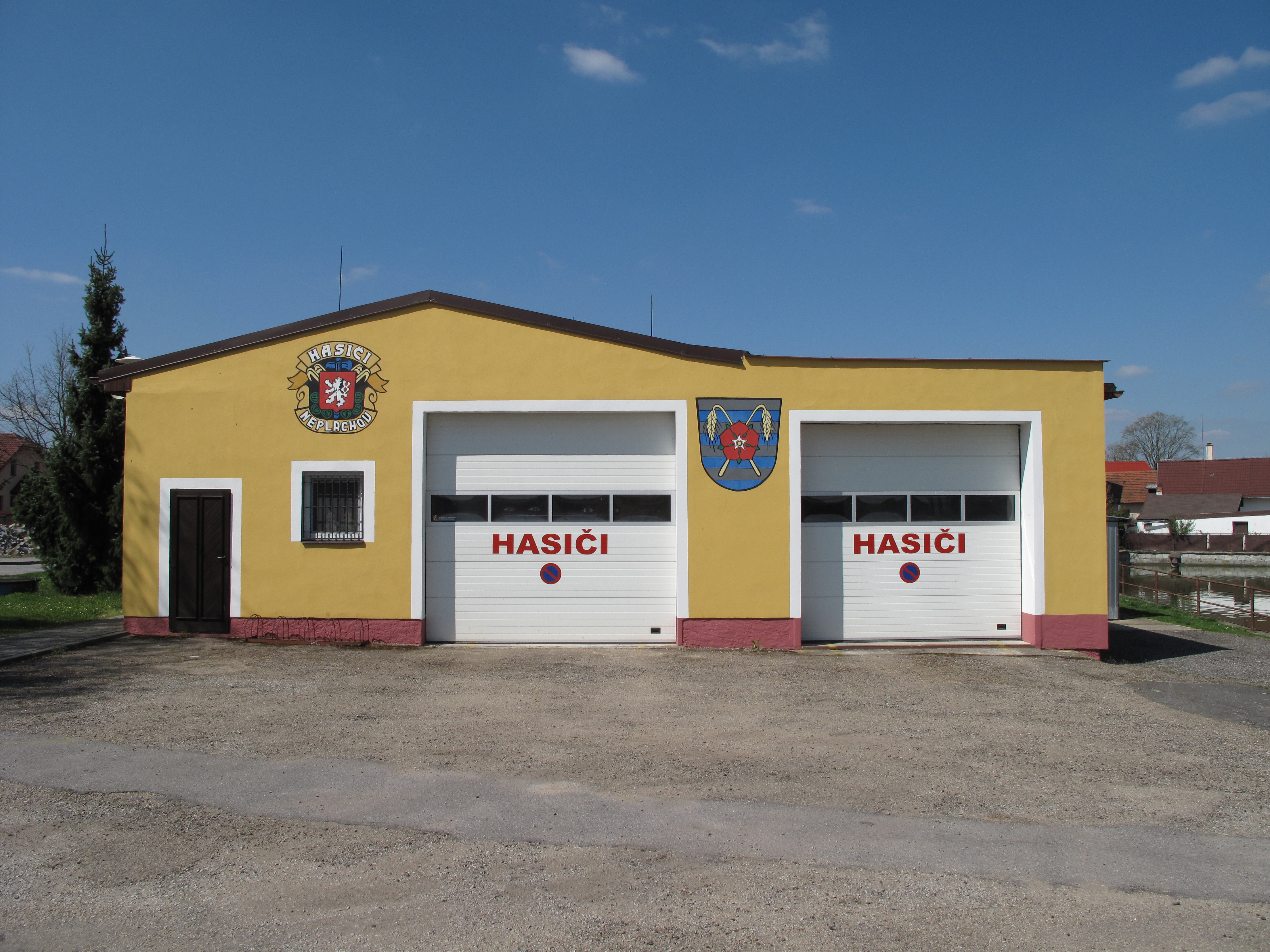
Požární zbrojnice
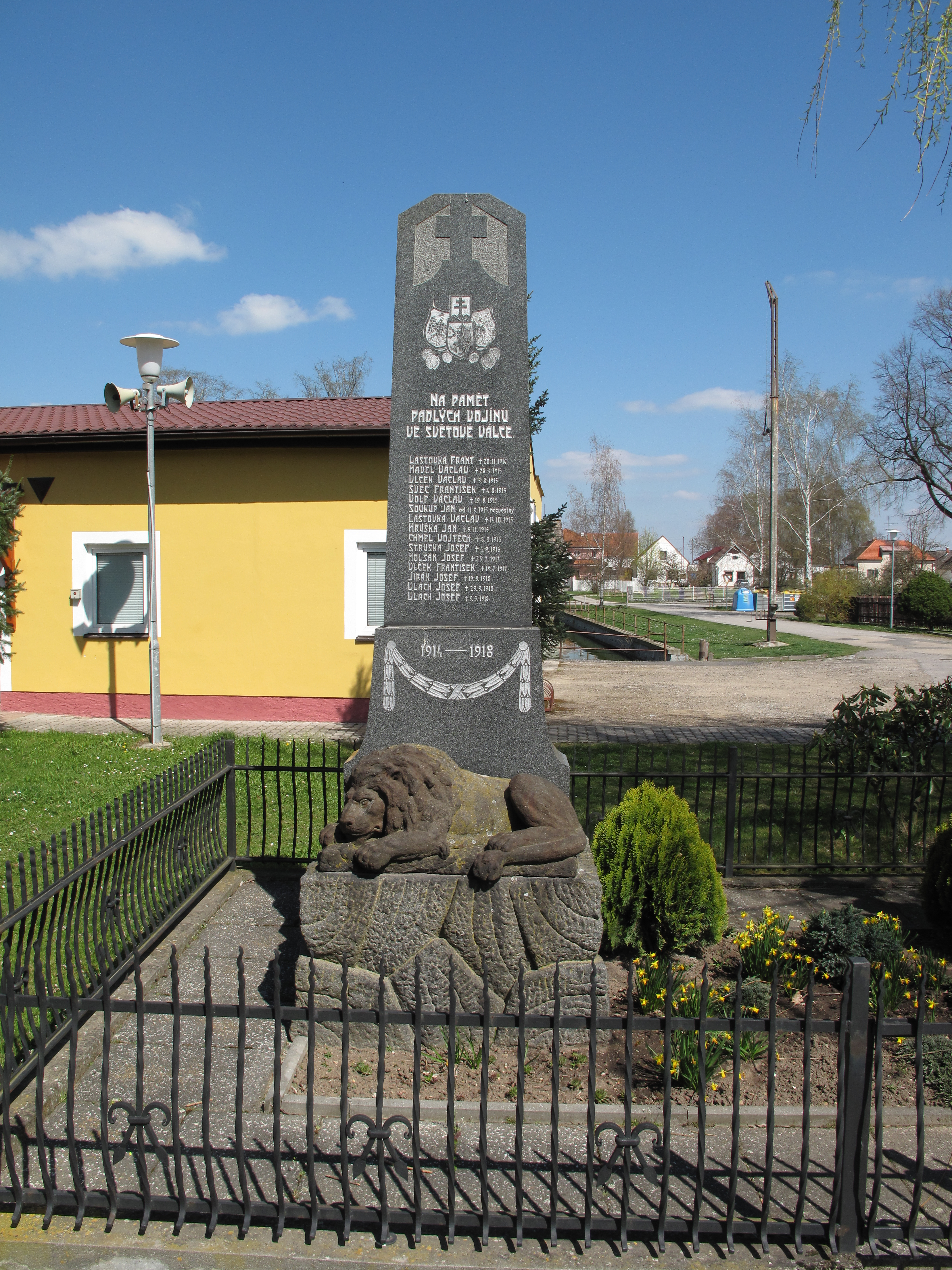
Pomník
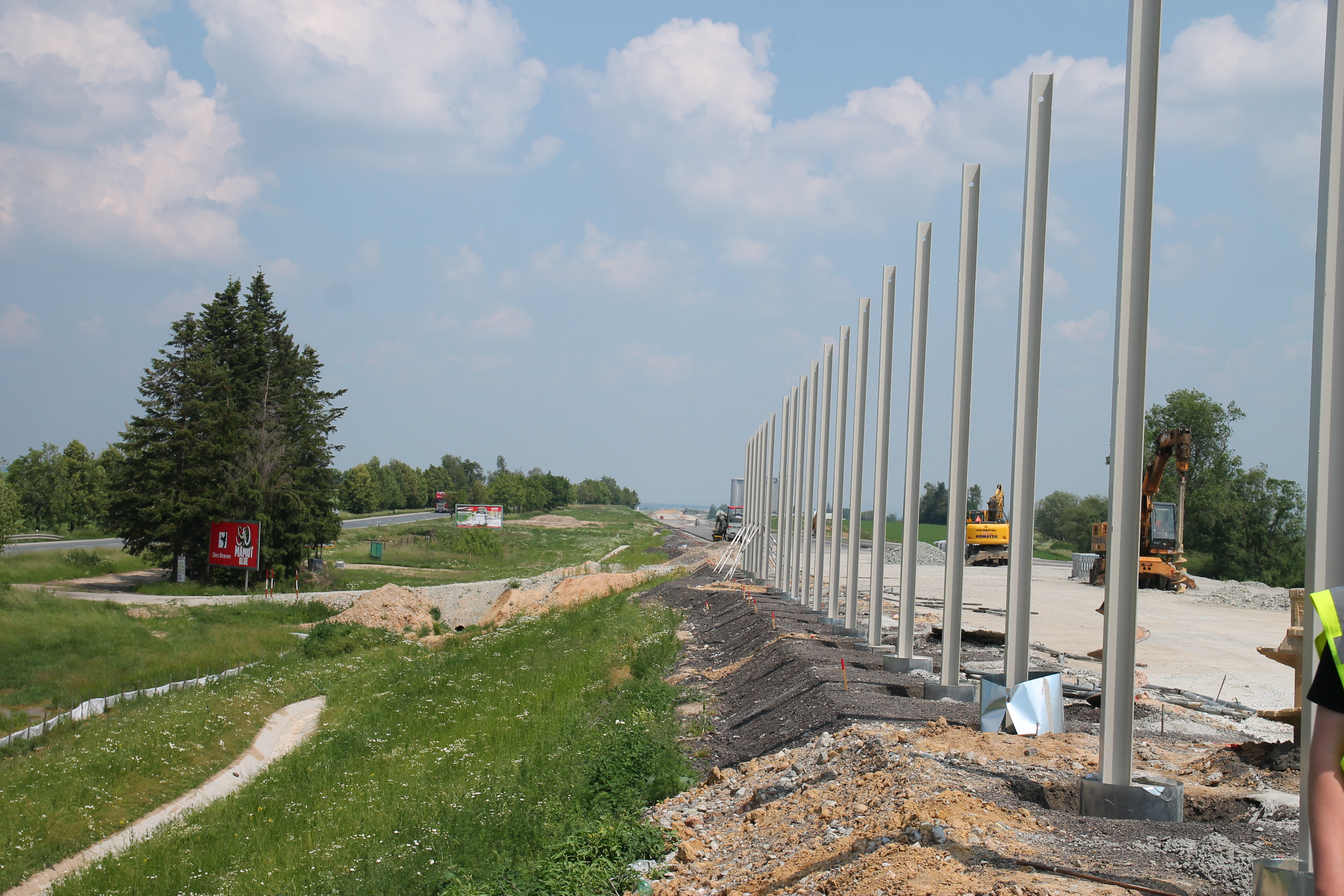
Výstavba dálnice D3 s protihlukovými stěnami u Neplachova